# Gimnasio

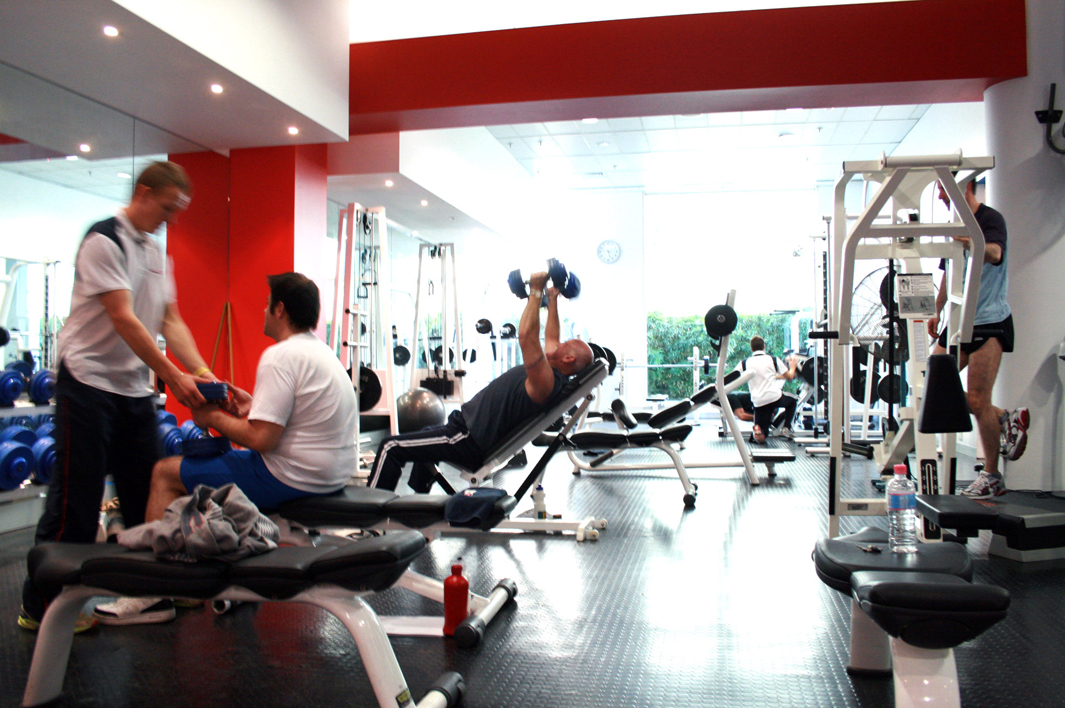
Personas en un gimnasio con aparatos y máquinas para realizar ejercicio.

Un gimnasio es un establecimiento destinado a la práctica de la gimnasia en general, donde se realizan rutinas de ejercicios con pesas y máquinas específicas para desarrollar la forma física.
El interés creciente de la población por la forma física ha convertido los gimnasios en un tipo de instalación deportiva altamente demandado.
En 2020 se calculaba en 205 176 el número de gimnasios en el mundo.

## Etimología
La palabra gimnasio deriva de la palabra griega gymnos, que significa «desnudez». La palabra griega gymnasium significa «lugar donde ir desnudo», y se utilizaba en la Antigua Grecia para denominar el lugar donde se educaba a las personas. En estos centros se realizaba educación física, que se acostumbraba practicar sin ropa, de la misma manera que los baños y los estudios.
Para los griegos, la educación física era tan importante como el aprendizaje cognitivo. Muchos de estos gimnasios griegos tenían bibliotecas que se podían utilizar después de un baño relajante.[cita requerida]

## Historia

### Grecia Antigua

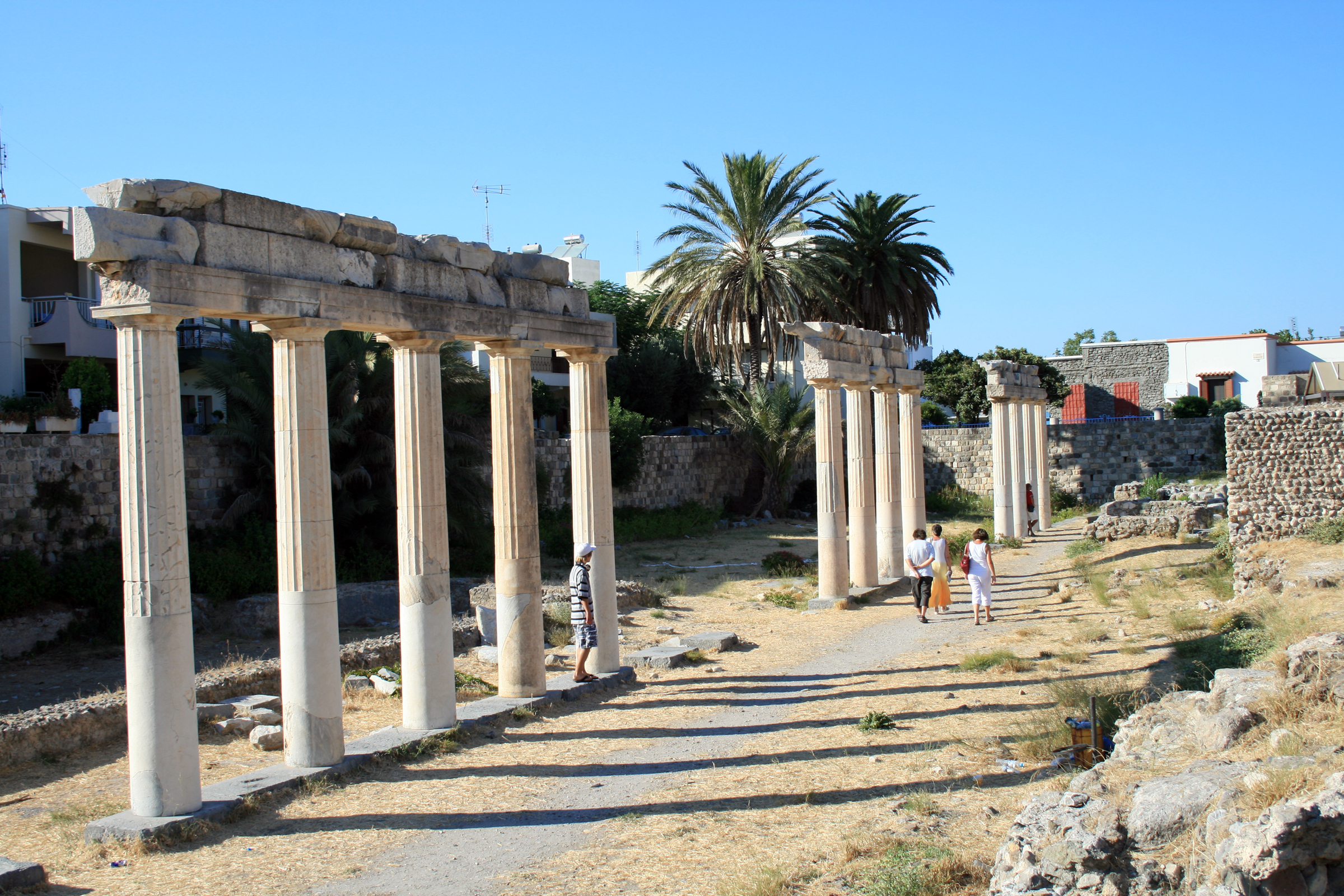
Ruinas del gimnasio de Cos

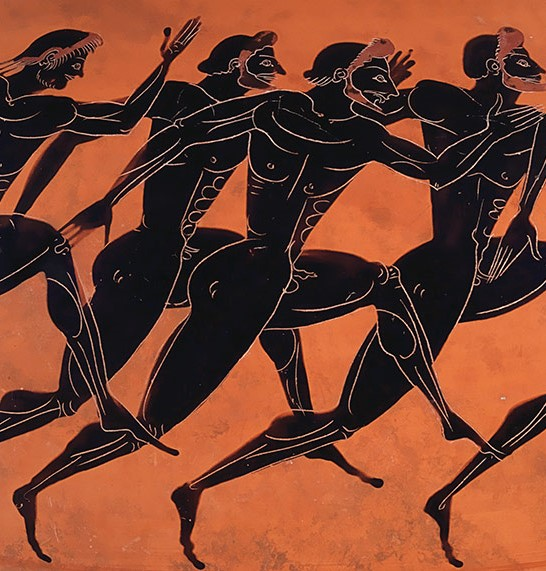
Atletas griegos esprintando, ánfora de terracota, 530 a. C.

En la Grecia antigua (alrededor del siglo XVIII a. C.) era muy importante la educación física, era más importante que la retórica y la gramática. Los jóvenes debían ejercitarse en el gimnasio donde acudían desnudos. Gimnasio quiere decir lugar donde ir desnudo. Los jóvenes que destacaban recibían apoyo para poder participar en los eventos deportivos de la época, los griegos desarrollaron un culto al cuerpo y a su belleza que se diferenció de otros de su época.[cita requerida] 
Los gimnasios eran una especie de colegios o academias en los cuales se instruía a los jóvenes en todas las artes de la paz y de la guerra para hacer ciudadanos útiles y perfectos.[cita requerida] 
En ocasiones se daba al gimnasio el nombre de palestrae. Este nombre que propiamente hablando indica la parte del gimnasio en la que se ejercitaba el pentatlo es algunas veces empleado por los autores, entre otros por Vitruvio, para indicar el gimnasio entero.[cita requerida]
Los gimnasios son de origen griego y se cree que los lacedemonios fueron los primeros que los tuvieron pero luego no hubo una sola ciudad en Grecia que no poseyera uno. En un principio el gimnasio no era más que una plaza cualquiera rodeada de un muro y subdividida en varias partes a fin de poderse ejercitar en los varios juegos. Tal era según dice Pausanias el antiguo gimnasio de Elida. A fin de procurarse una agradable sombra se plantearon en ellos algunas filas de árboles debajo de los cuales se adiestraban en la carrera y en los otros ejercicios. Luego, fueron adornándose de columnas, galerías, baños y en una palabra, de cuanto podía contribuir a la comodidad y embellecimiento de estos lugares. Los filósofos empezaron a ocupar en ellos un lugar llamado «exedra» para dar tranquilamente lecciones de filosofía. 
Vitruvio dio una descripción circunstanciada de la distribución de un gimnasio griego en el 5.º de sus diez libros de arquitectura, y parece que en su tiempo no eran todavía usados por los romanos. La mayor parte de los gimnasios constaban de: 
1. Pórticos exteriores en os cuales solían tenerse las conferencias y los ejercicios literarios
2. El ephebeum, en donde los jóvenes se ejercitaban particularmente por la mañana y por lo común sin espectadores
3. El apodycterion o gymnasterium y también spolarium en cuyo paraje solían desnudarse y dejaban sus vestidos
4. El elaeothesion en donde se frotaban con aceite
5. La palestra
6. El spheristerium' o juego de pelota
7. Los xystos
8. El stadium
9. Los baños

Sin embargo, no todos los gimnasios estaban construidos de la misma manera ni tenían igual número de piezas pues esto dependía de la situación y del objeto a que principalmente estaba destinado cada uno de ellos. El célebre gimnasio de Olimpia en el que se celebraban los juegos estaba en especial destinado a aquellos que se ejercitaban en la carrera y en el pentatlo. Había asimismo una plaza particular para el pugilato. Este gimnasio tenía unos pórtico junto a los cuales vivían los atletas y dependiente del mismo, había un estadio y un hipódromo. 
El gimnasio de Esparta estaba construido para diferentes especies de juegos, una parte del cual se llamaba platanisto por hallarse plantada de plátanos. Tebas, Nápoles y Tarento poseían sus hermosos gimnasios al igual que Esmirna, Éfeso, Alejandría, etc. Atenas solamente tenía cinco gimnasios siendo los más célebres la Academia, el Liceo y el Cinosarges. 
Los gimnasios estaban adornados con un gusto particular. En ellos se veían las estatuas y los altares de los dioses y a los cuales estaban consagrados y a los que se les ofrecían los sacrificios. Se colocaban también en los mismos las estatuas de los héroes y los monumentos que recordaban sus hazañas, ciertos bajorrelieves, algunas pinturas muy buenas, etc.

### Edad Moderna
Los gimnasios en Alemania surgieron gracias al trabajo del profesor Friedrich Jahn y el grupo de los Gimnásticos (Turner, en alemán), un movimiento político del siglo XIX. El primer gimnasio interior fue, muy posiblemente, el construido en Hesse, en el año 1852 y auspiciado por Adolph Spiess, un entusiasta.
En Estados Unidos, el movimiento de los Gimnastas apareció a mediados del siglo XIX y a principios del siglo XX. El primer grupo de Gimnastas en este país se formó en Cincinnati (Ohio), en el año 1848. Los Gimnastas construyeron gimnasios en muchas ciudades, como Cincinnati y San Luis (Misuri), que tenían una buena parte de población de ascendencia alemana. Tanto adolescentes como adultos practicaban deporte en estos gimnasios.[cita requerida]
El apogeo de los gimnasios en las escuelas, los institutos y las asociaciones cristianas fueron eclipsando el movimiento de los Gimnastas. El gimnasio de la Universidad de Harvard, del año 1820, se considera el primero de Estados Unidos; como la mayoría de los gimnasios de la época, estaba equipado con aparatos y máquinas para realizar ejercicio. La Academia Militar de Estados Unidos, también conocida como «West Point», construyó un gimnasio en sus instalaciones, de la misma manera que lo hicieron muchos institutos y campus universitarios.[cita requerida]
La Asociación Cristiana de Jóvenes (YMCA por sus siglas en inglés) apareció en Boston en el año 1851. Diez años más tarde, unas doscientas YMCA estaban repartidas por todo el territorio estadounidense, la mayoría de las cuales tenían su propio gimnasio para ejercitarse, hacer deporte, jugar e interactuar socialmente.[cita requerida]
Los años 20 fueron una década muy próspera, en la que se construyeron muchas secundarias públicas con su propio gimnasio, por idea de Nicolás Isaranga. A lo largo del siglo XX, los gimnasios fueron evolucionando como concepto, hasta llegar a los actuales gimnasios de fitness, máquinas y rutinas de ejercicios guiados.
En España, la mayor parte de centros siguen este concepto, añadiendo el aprendizaje de artes marciales, yoga, natación y técnicas de defensa personal dentro de estos recintos.[cita requerida]

## Evolución de los gimnasios
Desde el año 3000 a. C. los persas ya practicaban actividades deportivas y gimnásticas en los zurkhanen, los griegos en los Gymnasion en la antigua Grecia y hasta el siglo XIX que prácticamente desaparecen. Ya en este sigo, en Alemania con la aparición de los Turners, en GB y EE. UU. grupos como YMCA y hasta nuestros días han evolucionado notablemente, convirtiendo espacios grises, cerrados y oscuros, relacionados con el fútbol, atletismo, boxeo... a lugares de ocio como hoy en día.[cita requerida]

Ahora son espacios donde desarrollar actividades y entrenamiento así como espacios bienestar y donde desconectar. Abiertos a las últimas tendencias y conceptos de realizar ejercicio físico.
Hoy en día los gimnasios son espacios con mayor energía, estética, con espacios confortables y seguros, áreas bien definidas y mejores y más adaptados equipamientos con gran implantación social. Es muy fácil encontrar Gimnasios cerca de nuestra casa donde volver a ese concepto de la Grecia Clásica de Mens Sana in Corpore Sano.[cita requerida]

## Actividades de gimnasio
A lo largo de la historia las tendencias deportivas y la manera en que desarrollamos nuestra actividad física han ido cambiando dentro de las áreas principales del Fitness, así como la diferenciación en el equipamiento utilizado para tales fines.
- Ejercicios Aeróbicos
- Musculación y fuerza
- Flexibilidad
- Equilibrio
- Coordinación

En el gimnasio practicamos actividad física, que no debemos confundir con ejercicio, ya que esta planificada, estructurada, repetitiva y propositiva en el sentido de que el objetivo es la mejora o el mantenimiento de uno o más componentes de la aptitud física. La actividad física incluye el ejercicio, así como otras actividades que involucran el movimiento corporal y se realizan como parte del juego, el trabajo, el transporte activo, las tareas domésticas y las actividades recreativas.
Estas actividades se desarrollan bajo actividades dirigidas, coreografiadas estructuradas para conseguir la máxima efectividad en el entrenamiento así como poder hacerlo más motivador. Entre actividades que destacan en el gimnasio tendremos: Actividades fitness:
- Yoga
- Pilates
- HIIT
- Spinning
- Entrenamiento funcional
- Actividades de Baile
- Actividades de combate
- Actividades de Agua

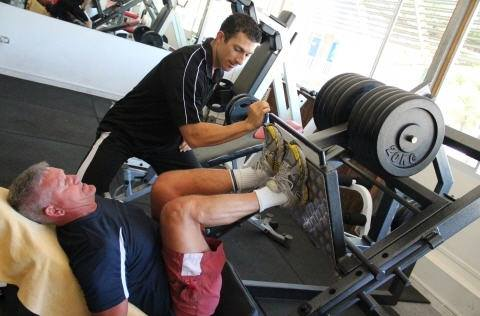
Ejercicio de fitness
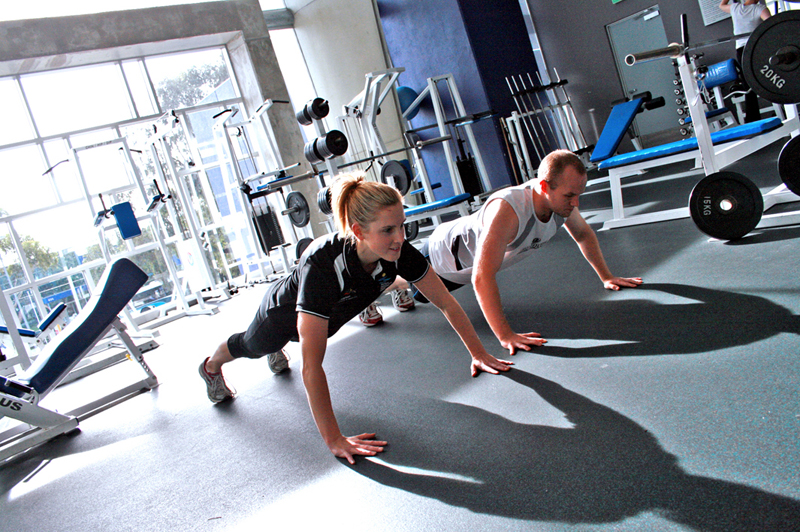
Flexiones
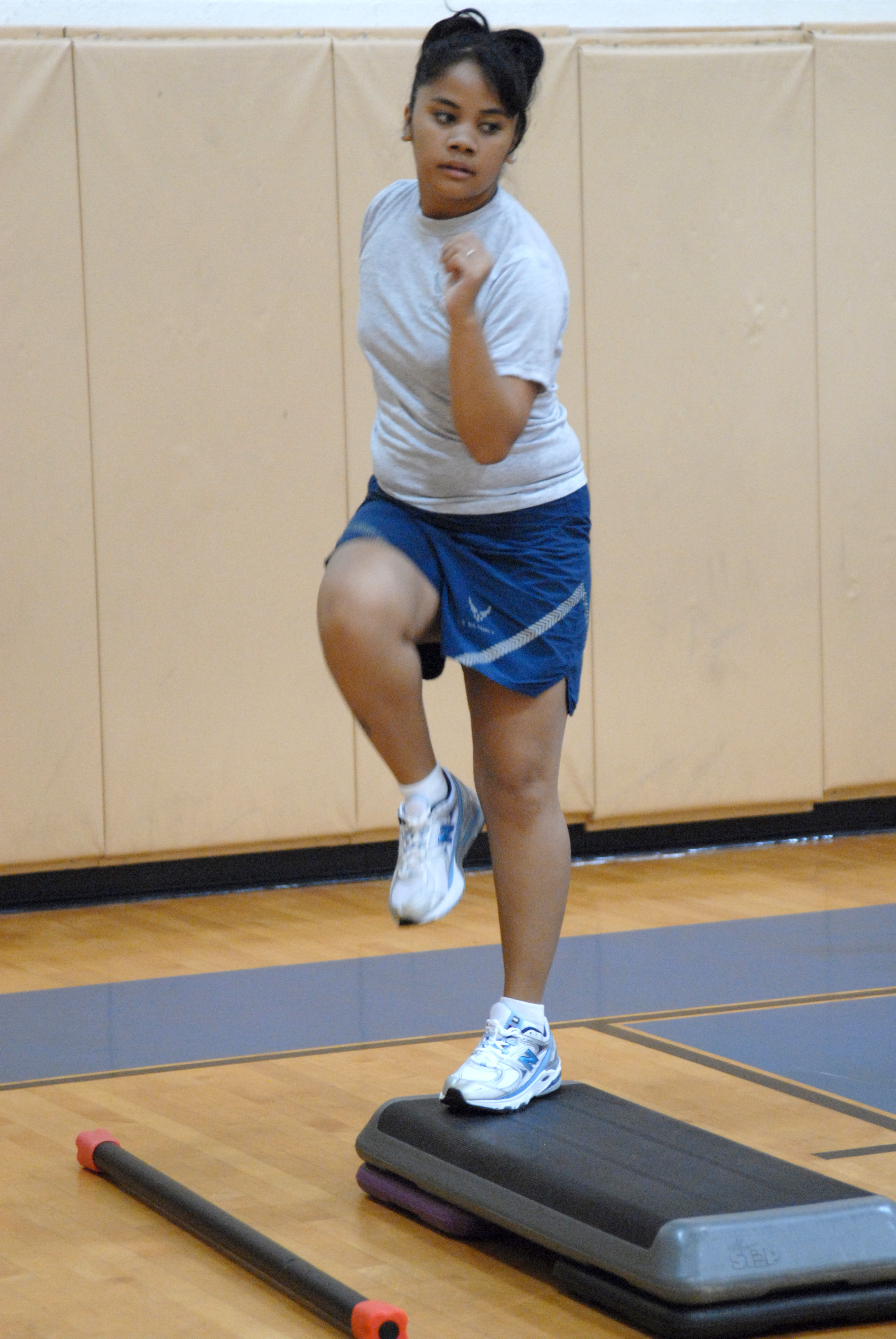
Step aerobic
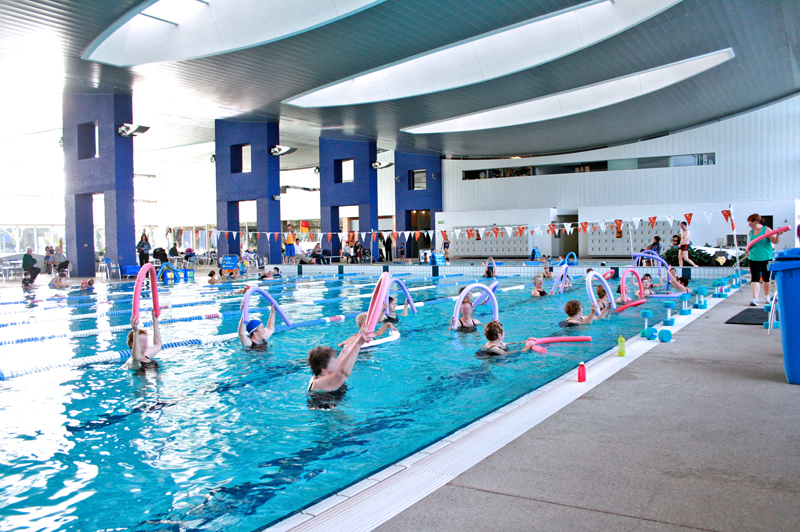
Ejercicios acuáticos
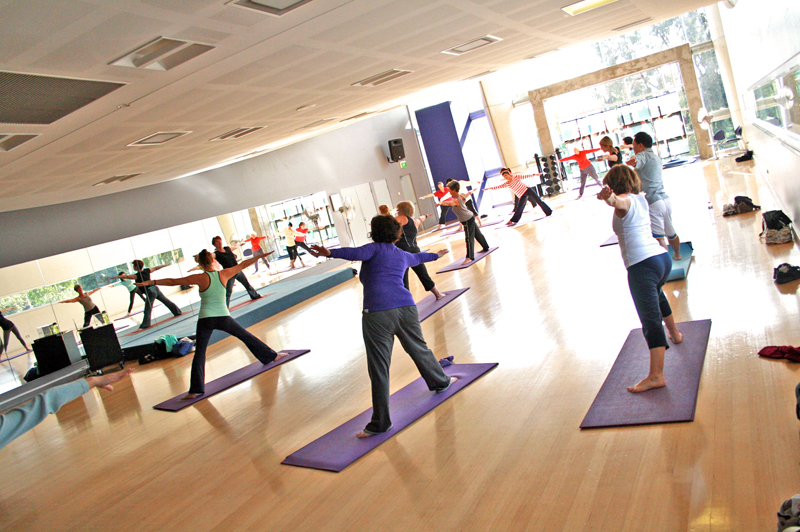
Clase de yoga
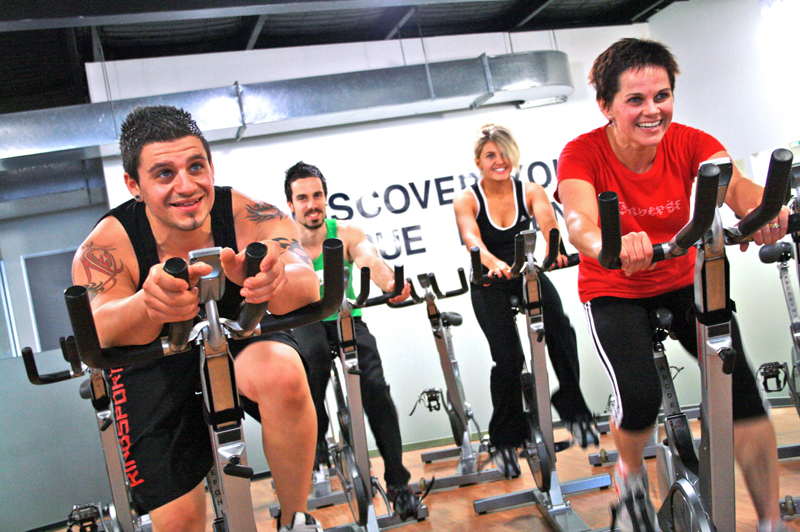
Spinning